# Pitpit
Pitpit je české rodové jméno pro ptáky několika rodů z čeledi tangarovití a jednoho druhu z čeledi Passerellidae.
Jedná se o ptáky žijící zejména v Jižní Americe, pouze dva druhy se vyskytují ve Střední Americe.
| Český název                                         | Latinský název                                                                    | Obrázek | Domovina |
| --------------------------------------------------- | --------------------------------------------------------------------------------- | ------- | -------- |
| čeleď Tangarovití – Thraupidae Cabanis, 1847        |                                                                                   |         |          |
| podčeleď Diglossinae                                |                                                                                   |         |          |
| rod Conirostrum d'Orbigny & Lafresnaye, 1838        |                                                                                   |         |          |
| pitpit azurový                                      | Conirostrum sitticolor Lafresnaye, 1840                                           |         |          |
| pitpit bělouchý                                     | Conirostrum leucogenys (Lafresnaye, 1852) (syn. Dacnis leucogenys)                |         |          |
| pitpit bolivijský                                   | Conirostrum ferrugineiventre P. L. Sclater, 1855                                  |         |          |
| pitpit červenohnědý                                 | Conirostrum rufum Lafresnaye, 1843                                                |         |          |
| pitpit dvoubarvý                                    | Conirostrum bicolor (Vieillot, 1809)                                              |         |          |
| pitpit chilský                                      | Conirostrum tamarugense A. W. Johnson & Millie, 1972                              |         |          |
| pitpit kaštanovořitý                                | Conirostrum speciosum (Temminck, 1824)                                            |         |          |
| pitpit perlový                                      | Conirostrum margaritae (Holt, 1931)                                               |         |          |
| pitpit popelavý                                     | Conirostrum cinereum d'Orbigny & Lafresnaye, 1838                                 |         |          |
| pitpit velký                                        | Conirostrum binghami (Chapman, 1919) (syn. Oreomanes binghami, Oreomanes fraseri) |         |          |
| pitpit západní                                      | Conirostrum albifrons Lafresnaye, 1842                                            |         |          |
| rod Xenodacnis Cabanis, 1873, 1838                  |                                                                                   |         |          |
| pitpit sýkorčí                                      | Xenodacnis parina Cabanis, 1873                                                   |         | Peru     |
| podčeleď Dacninae                                   |                                                                                   |         |          |
| rod Dacnis Cuvier, 1816                             |                                                                                   |         |          |
| pitpit bělobřichý                                   | Dacnis albiventris (P. L. Sclater, 1852)                                          |         |          |
| pitpit černonohý                                    | Dacnis nigripes Pelzeln, 1856                                                     |         | Brazílie |
| pitpit červenonohý                                  | Dacnis venusta Lawrence, 1862                                                     |         |          |
| pitpit červenoprsý                                  | Dacnis berlepschi Hartert, 1900                                                   |         |          |
| pitpit modrý                                        | Dacnis cayana (Linnaeus, 1766) (syn. Motacilla cayana)                            |         |          |
| pitpit panamský                                     | Dacnis viguieri Oustalet, 1883                                                    |         |          |
| pitpit škraboškový                                  | Dacnis lineata (J. F. Gmelin, 1789) (syn. Motacilla lineata)                      |         |          |
| pitpit tyrkysový                                    | Dacnis hartlaubi P. L. Sclater, 1855 (syn. Pseudodacnis hartlaubi)                |         | Kolumbie |
| pitpit žlutobřichý                                  | Dacnis flaviventer d'Orbigny & Lafresnaye, 1837                                   |         |          |
| (?)                                                 | Dacnis egregia P. L. Sclater, 1855 (syn. Dacnis lineata egregia)                  |         |          |
| podčeleď Poospizinae                                |                                                                                   |         |          |
| rod Nephelornis Lowery & Tallman, 1976              |                                                                                   |         |          |
| pitpit andský                                       | Nephelornis oneilli Lowery & Tallman, 1976                                        |         | Peru     |
| rod Urothraupis Taczanowski & Berlepsch, 1885       |                                                                                   |         |          |
| pitpit černohřbetý                                  | Urothraupis stolzmanni Taczanowski & von Berlepsch, 1885                          |         |          |
| čeleď Passerellidae                                 |                                                                                   |         |          |
| rod Oreothraupis Sclater, 1856                      |                                                                                   |         |          |
| pitpit tangarovitý                                  | Oreothraupis arremonops (P. L. Sclater, 1855)                                     |         |          |
| (?) – Dacnis egregia nemá platné české pojmenování. |                                                                                   |         |          |